# Barsbek
Barsbek est une commune allemande du Schleswig-Holstein, située dans l'arrondissement de Plön, à trois kilomètres à l'ouest de Schönberg (Holstein), près de la mer Baltique. Barsbek fait partie de l'Amt Probstei qui regroupe 20 communes situées dans la région du même nom.